# Lazkao
Lazkao är en kommun i Spanien. Den ligger i Gipuzkoaprovinsen i den autonoma regionen Baskien i norra delen av landet, 300 km norr om huvudstaden Madrid. Antalet invånare är 6 055 (2024). Arean är 11,39 kvadratkilometer.